# Calcare (Stifter)
Calcare (tedesco Kalkstein) è una novella di Adalbert Stifter compresa nella raccolta Pietre colorate (Bunte Steine).

## Trama
Nella novella viene riportato l'incontro, apparentemente autentico, tra il narratore ed un povero parroco. Il narratore giunge per lavoro in una zona molto povera, nella quale il parroco conduce la sua esistenza. Tra gli abitanti del villaggio, egli ha la reputazione di essere un misantropo avaro, fin quando si scopre, dopo la sua morte, che il suo umile stile di vita era motivato dall'unico scopo di risparmiare denaro per la costruzione di una scuola, che servisse ai bambini di un luogo remoto a facilitare il loro tragitto fino a scuola, lungo e pieno di pericoli.

## Sfondo
Conformemente al suo stile, Stifter costruisce una complessa cornice narrativa attorno all'avvenimento. La storia ha una morale (infatti nell'edizione completa il racconto si chiama Il povero benefattore) che Stifter la utilizza per dare una collocazione ad ogni tipo di descrizioni della natura, di persone e degli esseri viventi; si trova ad esempio una inconfondibile scena "stifteriana" di un temporale. Si è propensi ad ammettere che per Stifter la storia del povero parroco, apprezzato dal prossimo solo dopo la sua morte, serva piuttosto come mezzo per dimostrare il suo zelo nel dipingere scenari simili. Non a caso, spesso ricorrono alla mente i racconti di Thomas Bernhard; anche l'errante agrimensore K. de Il Castello di Kafka può essere un parente dell'io di Calcare. Si può mettere in dubbio il senso del ridicolo di Stifter, ma questo nulla toglie alla strampalatezza della figura del povero parroco, che Stifter profila magistralmente, insieme all'impresa senza speranze per cui egli sacrifica la sua esistenza. 